# W49B
W49B (также известная как SNR G043.3-00.2 или 3C 398) — туманность, представляющая собой остаток взрыва сверхновой, вероятно, типа Ib или Ic, который произошёл около 1000 лет назад.

## Туманность
W49B — это остаток взрыва сверхновой, расположенный примерно на расстоянии в 33 000 световых лет от Земли. Данные радиолокации показывают оболочку размером в четыре угловые минуты в поперечнике. В инфракрасном излучении наблюдается «кольцо» (около 25 световых лет в диаметре), образующее «ствол». Также в баре, вдоль его оси, детектируется интенсивное рентгеновское излучение, соответствующее запрещённым линиям излучения никеля и железа. W49B является одним из самых ярких остатков взрыва сверхновой в галактике в диапазоне гамма-излучения.
W49B обладает рядом других необычных свойств. Её наблюдения показывают рентгеновское излучение хрома и марганца, что наблюдается только ещё у одного подобного объекта. Спектральные линии железа видны только в западной половине туманности, в то время как другие элементы распределены по всей площади объекта.
Внешняя оболочка интерпретируется как «пузырь» молекулярного водорода в межзвездной среде, обычно наблюдаемый вокруг горячих светящихся звёзд. Так как вдали от галактической плоскости мало газа, то оболочка очень слабо излучает в оптическом диапазоне. Оболочка имеет диаметр около 10 парсек и толщину в 1,9 парсек.

## Сверхновая
Количество железа и никеля в остатке взрыва и асимметричная природа последнего могут указывать на сверхновую типа Ib или Ic, порождённую звездой с начальной массой около 25 M ☉. Считается, что такие сверхновые являются источниками некоторых длинных всплесков гамма-излучения. Свойства объекта указывают на то, что взрыв произошёл около 1000 лет назад.
Количество тяжёлых элементов, таких как хром и марганец, произведённых взрывным нуклеосинтезом кремния во время самого взрыва, указывает на то, что взрыв, скорее всего, был недостаточно мощным, чтобы произвести гамма-всплеск.

## Центральный объект
Остаток взрыва сверхновой звезды с коллапсом ядра может быть нейтронной звездой или чёрной дырой. В пределах W49B не удалось обнаружить нейтронную звезду, хотя можно было бы ожидать, что она будет хорошо видна. Этот факт, а также компьютерное моделирование, могут указывать на то, что центральный объект является чёрной дырой.